# Собор Святейшего Сердца Иисуса (Кайфын)

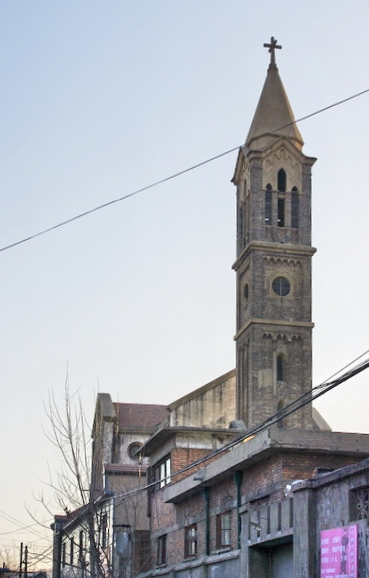
Собор Святейшего Сердца Иисуса, Кайфын, Китай

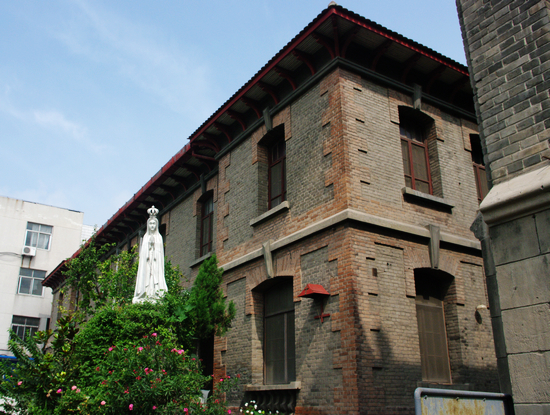
Дом епископа

Собор Святейшего Сердца Иисуса Христа (кит.  开封耶稣圣心主教座堂) — католическая церковь, находящаяся в городе Кайфын (Китай). Церковь Святейшего Сердца Иисуса Христа является кафедральным собором архиепархии Кайфына и самой большой христианской церковью в провинции Хэнань. В 2006 году церковь Святейшего Сердца Иисуса в Кайфыне внесена в список охраняемых памятников провинции Хэнаня.

## История
В 1608 году в Кайфын прибыл иезуит, который основал здесь первую католическую общину. В 1642 году построенный католический храм был разрушен после разлива Хуанхэ.
В 1902 году в Кайфын из Италии прибыл священник из католической миссионерской организации «Миланского общества заграничных миссий» Ное Джузеппе Таккони. В 1905 году он купил в Кайфыне несколько частных домовладений, на месте которых стал строить новый католический храм Святейшего Сердца Иисуса, строительство которого было завершено в 1919 году. В 1915 году Святой Престол учредил епархию Кайфына и строящийся храм стал кафедральным собором этой епархии. В 1917 году возле церкви был построен двухэтажный дом для епископа. В 1919 году к храму были пристроены небольшой монастырь и школьные помещения. В 1948 году храм и другие помещения были конфискованы и переданы городским властям.
В 2006 году храм был возвращён католической общине Кайфына и внесён в список культурных памятников провинции Хэнаня.